# Cereus diffusus
Cereus diffusus là một loài thực vật có hoa trong họ Cactaceae. Loài này được (Britton & Rose) Werderm. mô tả khoa học đầu tiên năm 1931.